# Xã Heralds Prairie, Quận White, Illinois
Xã Heralds Prairie (tiếng Anh: Heralds Prairie Township) là một xã thuộc quận White, tiểu bang Illinois, Hoa Kỳ. Năm 2010, dân số của xã này là 594 người.